# ムスチスラフ・ロスチスラヴィチ (ロストフ公)
ムスチスラフ・ロスチスラヴィチ（ロシア語: Мстислав Ростиславич、? - 1178年4月20日）は、ノヴゴロド公ロスチスラフ(ru)の長男、ユーリー・ドルゴルーキーの孫にあたる人物である。ノヴゴロド公：1160年、1175年 - 1176年、1177年 - 1178年。ゴロデツ・オスチョール公：1169年 - 1171年。ロストフ公：1175年 - 1176年。通称ベゾキー（Безокий / 目のない者、の意）。

## 生涯
1174年にウラジーミル大公アンドレイ・ボゴリュブスキーを殺害したロストフとスーズダリのボヤーリン（貴族）たちは、ムスチスラフと弟のヤロポルクをそれぞれのクニャージ（公）として招聘した。これによってムスチスラフはロストフに、ヤロポルクはスーズダリに着任した。ボヤーリンたちは、多数の点から判断するに、アンドレイが首都としたウラジーミルを公国の首都とは認めていなかったと思われる。一方、ウラジーミルの人々から招聘されたミハイルは、ボヤーリン達とムスチスラフ・ヤロポルク兄弟の軍勢に圧迫され、チェルニゴフへの避難を余儀なくされている。ただしチェルニゴフ公国からの支援を得たミハイルは翌年（1175年）にはウラジーミルへの帰還を果たし、スーズダリにおいてもミハイルの公位を承認されている。
1176年、ミハイルが死ぬと、ムスチスラフとヤロポルクは公位の奪還を試みたが、ユーリエフ・ポリスキー付近で行われたリピツァの戦い(ru)でフセヴォロドに敗れた。ムスチスラフらは妹の夫であるリャザン公グレプの下へ逃れ、再度軍を起こしたが、1177年のコロクシャの戦い(ru)において再びフセヴォロドに敗北し、ムスチスラフは捕虜となった。ムスチスラフの妻の兄弟であるスモレンスク公ムスチスラフが仲裁をなしたが効果はなく、牢獄（Поруб(ru)）にとどめ置かれ、後に目を潰された。1178年に没した。

## 妻子
1人目の妻はスモレンスク公ロスチスラフの娘。2人目の妻はノヴゴロドのポサードニク・ヤークン(ru)の娘。1人目の妻との間に以下の子がいる。
- スヴャトスラフ(ru)
- ヴァシリー